# Envolvente afín
En matemáticas, la envolvente afín de un conjunto S en un espacio euclídeo Rn es el espacio afín más pequeño que contiene a S, o equivalentemente, la intersección de todos los conjuntos afines que contienen a S. Aquí, un conjunto afín puede definirse como la traslación de un subespacio vectorial.
La envolvente afín aff(S) de S es el conjunto de todas las combinaciones afines de elementos de S, es decir,
{\displaystyle \operatorname {aff} (S)=\left\{\sum _{i=1}^{k}\alpha _{i}x_{i}\,{\Bigg |}\,k>0,\,x_{i}\in S,\,\alpha _{i}\in \mathbb {R} ,\,\sum _{i=1}^{k}\alpha _{i}=1\right\}.}

## Ejemplos
- La envolvente afín del conjunto vacío es el conjunto vacío.
- La envolvente afín de un conjunto unitario (un conjunto formado por un solo elemento) es el propio elemento.
- La envolvente afín de un conjunto de dos puntos diferentes es la recta que pasas a través de ellos.
- La envolvente afín de un conjunto de tres puntos que no están en una línea recta es el plano que los atraviesa.
- La envolvente afín de un conjunto de cuatro puntos que no están en un plano en R3 es el espacio completo R3.

## Propiedades
Para cualquier subconjunto {\displaystyle S,T\subseteq X}
- {\displaystyle \operatorname {aff} (\operatorname {aff} S)=\operatorname {aff} S}
- {\displaystyle \operatorname {aff} S} es un conjunto cerrado si {\displaystyle X} es de dimensión finita.
- {\displaystyle \operatorname {aff} (S+T)=\operatorname {aff} S+\operatorname {aff} T}
- Si {\displaystyle 0\in S}, entonces {\displaystyle \operatorname {aff} S=\operatorname {span} S}.
- Si {\displaystyle s_{0}\in S}, entonces {\displaystyle \operatorname {aff} (S)-s_{0}=\operatorname {span} (S-s_{0})} es un subespacio lineal de {\displaystyle X}.
- {\displaystyle \operatorname {aff} (S-S)=\operatorname {span} (S-S)}.
  - Entonces, en particular, {\displaystyle \operatorname {aff} (S-S)} es siempre un subespacio vectorial de {\displaystyle X}.
- Si {\displaystyle S} es convexo, entonces {\displaystyle \operatorname {aff} (S-S)=\displaystyle \bigcup _{\lambda >0}\lambda (S-S)}
- Para cada {\displaystyle s_{0}\in S}, {\displaystyle \operatorname {aff} S=s_{0}+\operatorname {cone} (S-S)} donde {\displaystyle \operatorname {cone} (S-S)} es el cono más pequeño que contiene a {\displaystyle S-S} (aquí, un conjunto {\displaystyle C\subseteq X} es un cono si {\displaystyle rc\in C} es para todos los {\displaystyle c\in C} y todos los {\displaystyle r\geq 0} no negativos).
  - Por lo tanto, {\displaystyle \operatorname {cone} (S-S)} es siempre un subespacio lineal de {\displaystyle X} paralelo a {\displaystyle \operatorname {aff} S}.

## Conjuntos relacionados
- Si en lugar de una combinación afín se utiliza una combinación convexa, es decir, en la fórmula anterior se requiere que todos los {\displaystyle \alpha _{i}} sean no negativos, se obtiene la envolvente convexa de S, que no puede ser mayor que la envolvente afín de S a medida que haya más restricciones involucradas.
- La noción de combinación cónica da origen a la noción de envolvente cónica.
- Sin embargo, si no se impone ninguna restricción a los números {\displaystyle \alpha _{i}}, en lugar de una combinación afín se tiene un combinación lineal, y el conjunto resultante es el sistema generador de S, que contiene la envolvente afín de S.